# Ragnvald III.
Ragnvald III. Vasil-Ragnvalodovič (1110 – 1171/1180) byl polocký kníže (1128 - 1129, 1144 - 1151 a 1159 - 1162) a syn polockého knížete Ragnvalda II. Borise-Vseslaviče.

## První období vlády
Po smrti Ragnvalda II. na začátku roku 1128 zůstal trůn Polockého knížectví prázdný. Podle tehdejšího nástupnického práva na něj měl právo Ragnvaldův mladší bratr David. Poločané se však vůči němu vzbouřili, a vyhnali ho z Polocka. Za nového knížete vyhlásili Ragnvalda III. Tento čin obyvatel však vyburcoval mezi Davidem a Ragnvaldem tzv. nástupnickou válku, do které se se svým vojskem zapletl i kníže Kyjevské Rusi Msislav Vladimirovič (1125 - 1132), který se svým vojskem vtrhl na území Polockého knížectví. Poločané v čele s Ragnvaldem III. ho však přinutili uznat za knížete své země Ragnvalda III. Ve skutečnosti se ale Polocké knížectví ocitlo pod nádvládou Kyjeva, což Polocové nezažili od časů Ragnvaldova pradědečka Brjačislava I. Izjaslaviče.
Ragnvald III. však odmítal uznat vládu Kyjevské Rusi nad svým knížectvím, proto Mstislav Vladimirovič v roce 1129 podnikl další vojenskou výpravu na území Polockého knížectví, aby si ho definitivně podrobil. Věřil v úspěch tohoto plánu, protože Ragnvald III. stále vedl válku proti svému bratru Davidu a neúmyslně při nich napadal územní zisky Mstislavových rodičů. Když to Mstislav zjistil, dal Ragnvalda III. spolu s jeho bratrem Ivanem zajmout a nechal je převézt do Kyjeva. V roce 1130 je oba soudil v tzv. soudu ruských knížat a spolu s rodinami je poslal do vyhnanství do Byzantské říše.

## Druhé období vlády
V roce 1139 se Ragnvaldovi i s Ivanem podařilo z vyhnanství vrátit, ale ambice Ragnvalda dostat se na polocký trůn ztroskotala, protože v té době ho okupoval jeho starší bratr Vasil I. Sviatoslavič. Bez ohledu na to, že Ragnvald III. měl na Polocké knížectví větší právo než jeho bratr, zabral kus území a začal na něm vládnout. Celé území Polockého knížectví i s trůnem získal až po smrti bratra v roce 1144, kdy se stal znovu jeho knížetem. V témže roce se také oženil a vzal si dceru kyjevského knížete Izjaslava II. Mstislaviče.
V roce 1151 jej Poločané sesadili z trůnu a vydali jej do zajetí minským knížatům. Na uprázdněný Polocký trůn dosadili Rastislava Gleboviče.

## Třetí období vlády
Ragnvad III. se z vězení dostal až v roce 1158 na přímluvu kyjevského knížete Jurije Dolgorukého. Po propuštění na svobodu Ragnvald odešel do Slucku, ale když se Poločané dozvěděli, že se jejich bývalý kníže dostal z vězení, vyhnali Rastislava Gleboviče a Ragnvalda III. znovu jmenovali za knížete Polockého knížectví.
Rastislav Glebovič vedl proti Ragnvaldovi III. několik válek. V nich se už Ragnvald nedokázal ubránit a po poslední bitvě v roce 1162 byl Rostislavem Glebovičem, který měl podporu litevské armády, poražen. Po této porážce trůn Polockého knížectví obsadil Izjaslav III. Vasiljevič a minským knížetem se stal Volodar Glebovič.